# Osonye Tess Onwueme
Osonye Tess Onwueme, född 1955 i Ogwashi-Ukwu, Delta, är en nigeriansk författare. Hon är främst känd för sina feministiska pjäser, som till exempel The Reign of Wazobia från 1988. 

## Verk i urval
- A Hen Too Soon (1983)
- The Broken Calabash (1984)
- A Scent of Onions (1985)
- The Desert Encroaches (1985)
- Ban Empty Barn and Other Plays (1986)
- Mirror for Campus (1987)
- The Reign of Wazobia (1988)
- Legacies (1989)
- Parable for a Season (1991)
- Riot in Heaven (1991)
- Go Tell It to the Women (1992)
- What Mama Said: An Epic Drama (2003)[2]
- Then she said it : a play (2003)[2]
- No vacancy! (2004)[2]